# Slim Shady EP
Slim Shady EP é o EP de estreia do rapper americano Eminem, lançado em 6 de dezembro de 1997 pela gravadora Web Entertainment. Foram lançados em cassetese CDs e aproximadamente 250 cópias foram vendidas, de acordo com uma entrevista que Eminem fez no Zane Lowe. Ao contrário de Infinite, o The Slim Shady EP ajudou Eminem a chamar atenção significativa e, eventualmente, ganhou o interesse do famoso rapper e produtor de West Coast Dr. Dre, que posteriormente assinou Eminem em sua gravadora Aftermath e assim sendo o produtor executivo da sua estreia em uma grande gravadora com o The Slim Shady LP. Eminem apresenta o "Slim Shady", personagem nesse EP, suas letras são bem diferentes de Infinite, com constantes referências ao uso de drogas, atos sexuais, instabilidade mental e violência. Também tem assuntos com exploração de temas mais sérios, como a pobreza e dificuldades conjugais e familiares. Seu ritmo também é visivelmente diferente de Infinite, que os críticos alegaram que ele soava muito parecido com Nas e AZ.O álbum tem 320.000 cópias vendidas até hoje.
O CD demo passou a ser altamente procurado depois que uma cassete original alcançou o valor de 500 dólares no mercado eletrônico eBay, entretanto, foi pirateado extensivamente desde que Eminem se tornou famoso, as cópias originais são extremamente raras e dificeis de achar.
A Web Entertainment disponibilizou uma versão promocional de The Slim Shady EP, no outono de 1997. Foi um cassete de quatro faixas. As quatro músicas do cassete foram, "Just Don't Give a Fuck", "Murder, Murder", "Just The Two of Us" e "Low Down, Dirty". Essas fitas foram distribuídas gratuitamente por Eminem em shows de hip hop em Detroit e nas Olimpíadas de Rap em 1997 em Los Angeles.

## Processo de criação
Em 1996, seu álbum de estreia Infinite, que foi gravado no Bassmint, um estúdio de gravação de propriedade dos Bass Brothers, foi lançado pelo selo independente Web Entertainment. Infinite alcançou pouco sucesso comercial e foi muito ignorado pelas estações de rádio de Detroit, como WJLB (97,9 FM em Detroit), e em faixas específicas Eminem fala explicitamente sobre esse problema, como em "Just Don't Give a Fuck" "If I Had " e "Low Down, Dirty". A decepção dessa experiência influenciou muito seu estilo lírico: "Depois daquele disco, cada rima que escrevi ficou cada vez mais irritada. Muito disso foi por causa do feedback que recebi. Eles estavam estava tipo, 'Você é um garoto branco, o que porra você está fazendo rap? Por que você não entra no rock & roll?' Todo esse tipo de merda começou a me irritar." Após o lançamento de Infinite, as lutas pessoais e o abuso de drogas e álcool de Eminem culminaram em uma tentativa de suicídio: todos esses problemas se tornaram temas principais do EP Slim Shady.
A decepção com Infinite inspirou Eminem a criar o alter ego Slim Shady: "Boom, o nome me atingiu, e imediatamente pensei em todas essas palavras para rimar com ele". Slim Shady serviu como desabafo de Eminem para suas frustrações, e ele lançou o EP de horrorcore intitulado Slim Shady EP simultaneamente em fita cassete, vinil e CD. Durante esse tempo, Eminem e sua esposa Kim Scott moravam em um bairro de alta criminalidade com sua filha recém-nascida Hailie, onde sua casa foi assaltada inúmeras vezes. Depois de ser despejado de sua casa, Eminem viajou para Los Angeles para participar das Olimpíadas do Rap, uma competição anual de batalha de rap em todo o país. Ele ficou em segundo lugar, e a equipe da Interscope Records que participou das Olimpíadas do Rap enviou uma cópia do EP Slim Shady ao CEO da empresa, Jimmy Iovine. Iovine tocou a fita para o produtor musical Dr. Dre, fundador da Aftermath Entertainment. Dre relembrou: "Em toda a minha carreira na indústria musical, nunca encontrei nada de uma fita demo ou CD. Quando Jimmy tocou isso, eu disse: 'Encontre-o. Agora.'" Eminem e Dr. Dre Posteriormente começaram a trabalhar em seu álbum de estreia em uma grande gravadora, The Slim Shady LP.

## Capa
A capa retrata a introdução de abertura, bem como a primeira faixa, na qual Slim Shady desperta em Eminem e ordena que ele olhe no espelho para ver que ele não é "nada sem ele". Eminem resiste e grita no fundo enquanto Slim Shady grita de volta e ri do horror de Eminem. Na segunda faixa, Eminem e Slim Shady se tornam a mesma pessoa. Eminem também é ordenado por "Slim Shady" a olhar no espelho, e o som de vidro quebrando é ouvido, aludindo mais uma vez à capa. A capa também tem uma semelhança com o álbum de estreia do Black Flag de 1981, Damaged.

## Faixas
| #  | Título                                               | Produtor(es)       | Samples                                          | Duração |
| -- | ---------------------------------------------------- | ------------------ | ------------------------------------------------ | ------- |
| 1  | "Intro" (Slim Shady)                                 | Eminem             |                                                  | 1:05    |
| 2  | "Low Down, Dirty"                                    | Mr. Porter, Kuniva | - "One More Chance" (Remix) de Notorious B.I.G.  | 4:44    |
| 3  | "If I Had..."                                        | DJ Rec             |                                                  | 4:07    |
| 4  | "Just Don't Give a Fuck"                             | F.B.T.             |                                                  | 4:01    |
| 5  | "Mommy" (Skit)                                       | F.B.T.             |                                                  | 0:36    |
| 6  | "Just the Two of Us"                                 | DJ Head            | - "Just the Two of Us" de Grover Washington, Jr. | 4:20    |
| 7  | "No One's Iller" (feat. Swift, Bizarre, Fuzz Scoota) | DJ Head            | - "Wildflower" de Hank Crawford                  | 4:59    |
| 8  | "Murder, Murder"                                     | DJ Rec             | - "SlaughtaHouse" de Masta Ace                   | 4:41    |
| 9  | "If I Had..." (edição de rádio)                      | DJ Rec             |                                                  | 4:03    |
| 10 | "Just Don't Give a Fuck" (edição de rádio)           | Mr. Porter         |                                                  | 4:04    |

1. 1 2 3 4  Bozza, Anthony (29 de abril de 1999). «Eminem Blows Up». Rolling Stone (em inglês). Consultado em 10 de outubro de 2024
2. ↑  «Eminem Songs, Albums, Reviews, Bio & More | Al...». AllMusic (em inglês). Consultado em 10 de outubro de 2024
3. 1 2  «Biografia de Eminem». eBiografia. 22 de setembro de 2016. Consultado em 10 de outubro de 2024
4. ↑  Harvilla, Rob (20 de fevereiro de 2019). «Eminem Has Been America's Nightmare for 20 Years». The Ringer (em inglês). Consultado em 10 de outubro de 2024